# Anteater (videojuego)
Anteater (The Anteater en Reino Unido, Ameisenbär en Alemania) es un videojuego de arcade diseñado por Chris Oberth y lanzado en 1982 por Tago Electronics. El jugador deberá estirar la lengua de la epónima criatura a lo largo de un laberinto, y retraerla cuando el peligro se acerque. Aunque el juego de arcade no haya sido un éxito, generó un número de clones directos para computadoras hogareñas; Oil's Well de Sierra se volvió más conocido que el original. Oberth escribió una versión para Apple II de su propio juego para Datamost utilizando un título diferente.

## Jugabilidad
El jugador controla a un oso hormiguero que alarga su lengua, a través de una colonia de hormigas con forma de laberinto, en busca de hormigas. Solo se pueden comer a las hormigas con la punta de la lengua. Si una hormiga toca cualquier otra parte de la lengua, el jugador perderá una vida. Pulsar el segundo botón retraerá la lengua del oso hormiguero rápidamente.
Los gusanos solo pueden ser comidos desde atrás. Comer hormigas reinas que se encuentran en lo más profundo removerá temporalmente todas las hormigas y gusanos de la pantalla. Una vez que el sol haya pasado por toda la pantalla y caiga la noche, aparecerá una araña. La araña bajará por la lengua del oso hormiguero, y tomará una vida si alcanza la punta.
El objetivo es comer todas las larvas antes de que se acabe el tiempo, limpiando la pantalla. Cada larva vale 10 puntos. Cada hormiga vale 100 puntos, mientras que comer un gusano vale 200. Las hormigas reinas valen 1.000. Luego de perder una vida o terminar un nivel, un bonus de 10 puntos por cada hormiga devorada se multiplica por el número de gusanos comidos (por ejemplo, comer 5 hormigas y 2 gusanos = 50 x 2 = 100).

## Música
Entre los niveles, el juego reproduce la canción «En la gruta del rey de la montaña».
Al comienzo de cada nivel, se reproduce un fragmento de Ranz des Vaches, tercer movimiento de William Tell Overture.

## Ports
El juego fue porteado a la Atari 2600 por Mattel en 1983, pero nunca fue distribuido. No se lanzaron ports oficiales, pero Ardy The Aardvark (1983) de Datamost, el cual es casi idéntico, fue escrito para la Apple II por el creador de Anteater, Chris Oberth. El juego fue convertido a las computadoras Commodore 64 y Atari 8-bit por Jay Ford.

## Legado
El clon de Sierra de 1983, Oil's Well, fue creado con temática de perforación petrolífera y tuvo mucha promoción. Generó sus propios clones: Pipeline Run para la Commodore 64 en 1990 y Oilmania para Atari ST y Amiga en 1991 y 1992, respectivamente. Otros clones de Anteater incluyen a Aardvark de Bug-Byte (1986), Jack the Digger (1986) para las computadoras Atari 8-bit, y Diamond Mine (1984) y Diamond Mine II (1985) de Blue Ribbon.
La máxima puntuación actual de arcade es la de Maria Blasucci.